# John Colborne, I barone Seaton
John Colborne, I barone Seaton (Lyndhurst, 16 febbraio 1778 – Torquay, 17 aprile 1863), è stato un generale britannico.

## Biografia

### I primi anni
Colborne nacque a Lyndhurst nell'Hampshire e venne educato al Christ's Hospital di Londra dal 1785 al 1789 per poi passare al Winchester College dal 1789 al 1794. Egli entrò nel 1794 nel 20th (East Devonshire Regiment).

### La carriera militare
Coinvolto nelle guerre rivoluzionarie contro la Francia venne coinvolto in una spedizione nel 1799 e promosso capitano nel gennaio del 1800, prendendo poi parte alla spedizione guidata da Sir Ralph Abercromby in Egitto nel 1801. Si distinse personalmente nella Battaglia di Maida, e poco dopo su proposta di Sir John Moore, divenne suo segretario militare dal gennaio del 1808. Con questa carica egli prese parte alla Battaglia di Corunna, occasione nel quale Moore, morente, gli conferì il titolo di Luogotenente-Colonnello che gli pervenne nell'estate del 1809 quando venne coinvolto nella Guerra d'indipendenza spagnola, prendendo quindi il comando del 2º battaglione del 66th Foot Regiment col quale prese parte alla Battaglia di Ocaña.
Col 66th egli fu presente alla Battaglia di Busaco e mostrò le sue capacità strategiche difensive nelle linee di Torres Vedras, e nel luglio del 1811, dopo aver temporaneamente guidato una brigata durante la Battaglia di Albuera, venne nominato comandante del famoso 52nd (Oxfordshire) Regiment of Foot col quale si distinse grandemente conducendolo a Ciudad Rodrigo dove venne gravemente ferito nel 1812. Durante la sua convalescenza egli sposò Elizabeth Yonge di Puslinch, Devonshire.
Sul finire del 1813, Colborne venne piazzato temporaneamente alla guida della 2ª brigata della Light Division che comandò nelle battaglie di Nivelle nel novembre 1813 e Nive il mese successivo. Egli ritornò al comando della 52nd e prese parte alla Battaglia di Orthez nel febbraio del 1814 e poi all'Assedio di Tolosa in quello stesso anno. Per i suoi meriti ottenne la Army Gold Cross con tre barrette.
Alla sigla della pace, venne nominato Colonnello, aide-de-camp del principe reggente Giorgio del Regno Unito e nominato commendatore dell'Ordine del Bagno nel gennaio 1815. A seguito della fuga di Napoleone dall'Elba, Colborne assunse il comando nuovamente del 52nd. Il 18 giugno 1815 Colborne ed il 52nd presero parte alla Battaglia di Waterloo. Alle 21.00 di quel giorno Colborne di sua iniziativa prese il 52nd e si portò sull'ala sinistra dell'esercito francese. Il 52nd quindi fece fuoco diverse volte sul fianco della Guardia Imperiale portando disordine tra le file del nemico. Colborne fu col 52nd a Parigi come parte dell'esercito che occupò la capitale francese sino al gennaio del 1816.

### In Canada
Colborne venne nominato Luogotenente Governatore di Guernsey nel luglio del 1821. Venne promosso Maggiore-Generale nel maggio del 1825. Egli prestò servizio anche come Luogotenente Governatore dell'Alto Canada dal 1828 al 1836, ottenendo nell'ottobre del 1836 Cavaliere di Gran Croce dell'Ordine Guelfo di Hannover.

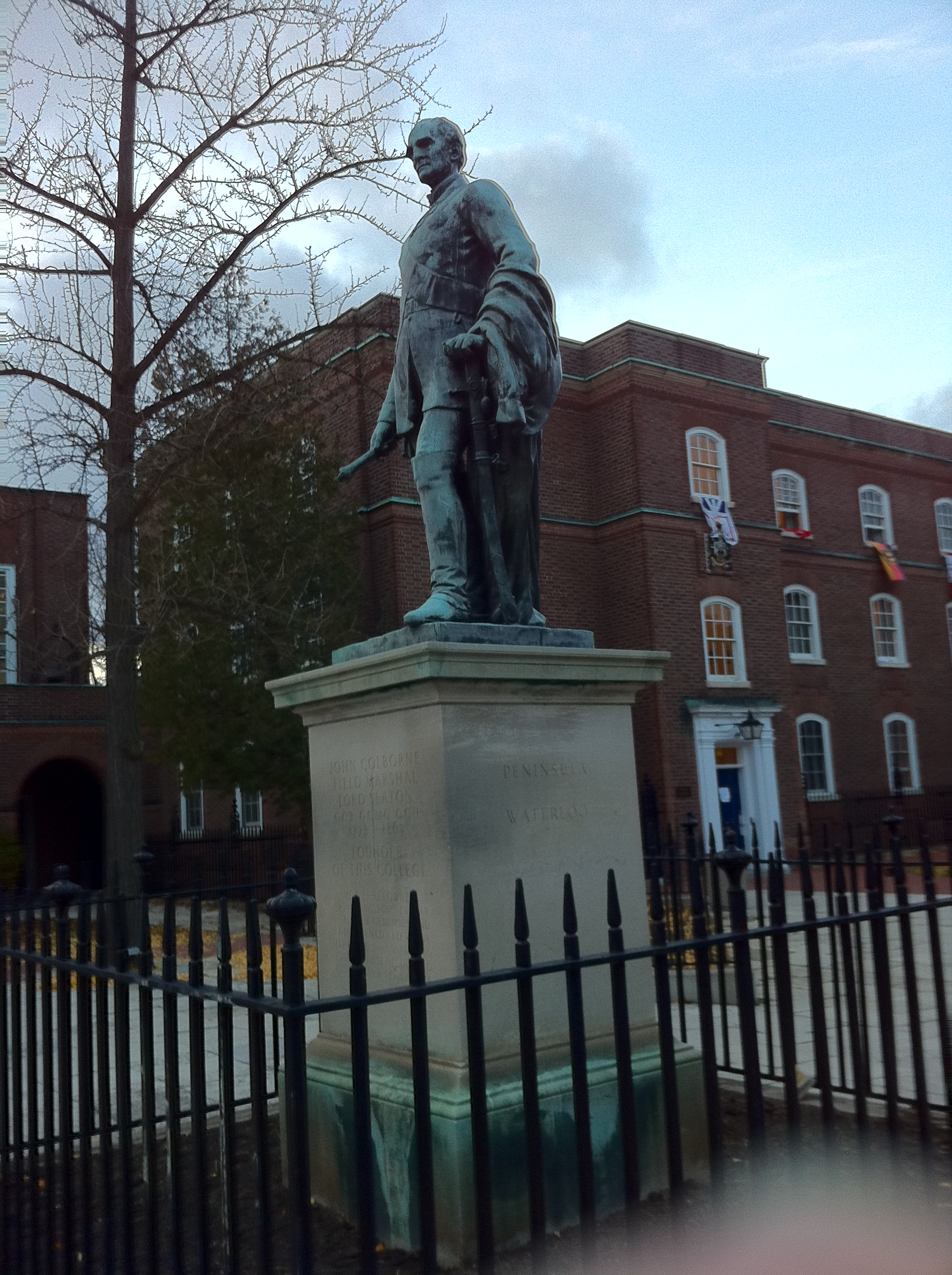
Statua di John Colborne nell'Upper Canada College.

Come Luogotenente Governatore, Colborne raddoppiò la popolazione della provincia organizzando il sistema delle immigrazioni provenienti dalla madrepatria verso la colonia. Egli inoltre contribuì all'espansione degli insediamenti migliorando le strutture di comunicazione e i trasporti, costruendo strade e ponti. Egli apportò dei cambiamenti al consiglio legislativo ed alla sua struttura, incrementando l'autonomia fiscale ed incoraggiando l'indipendenza giudiziaria. Nel 1829, Colborne fondò l'Upper Canada College, un istituto basato sul modello delle scuole d'élite inglesi.
Come membro del Family Compact, Colborne fu un forte sostenitore della chiesa anglicana e delle tradizioni inglesi, considerando dunque la provincia ancora inadatta per un governo responsabilmente indipendente. Il conflitto tra l'assemblea e l'esecutivo fiscale portò a delle situazioni economiche difficili che contribuirono alle Ribellioni del 1837 in Canada, occasione nella quale venne nominato comandante in capo delle forze e de facto Governatore Generale del Norda America Britannico.
Colborne radunò anche una milizia locale da unire al contingente britannico dell'esercito regolare e riuscì a sopprimere le rivolte nel Basso Canada nel dicembre del 1837. Egli personalmente guidò l'offensiva nella Battaglia di Saint-Eustache nella parte meridionale del paese. In Canada la sua politica e le sue azioni gli valsero il soprannome di le vieux brûlot.

### Gli ultimi anni
Colborne venne promosso Luogotenente Generale nel giugno del 1838 e nell'ottobre dell'anno successivo divenne Gran Croce dell'Ordine del Bagno, oltre ad ottenere il rango di Barone Seaton di Seaton nel Devonshire nel dicembre di quello stesso anno. Nel luglio del 1843 ottenne la nomina a Cavaliere di Gran Croce dell'Ordine dei Santi Michele e Giorgio. Egli divenne Lord Alto Commissario delle Isole Ionie dal 1843 al 1849. Promosso Generale nel giugno del 1854, dal 1855 al 1860 fu Comandante in capo dell'Irlanda. Colborne venne promosso Feldmaresciallo nell'aprile del 1860, ritirandosi quindi a vita privata nella casa che aveva comprato a Beechwood, nel Devonshire. Colborne venne nominato Colonnello onorario del 2nd Life Guards ed ottenne il bastone d'oro di comandante nel marzo del 1854. Nominato Colonnello onorario della Rifle Brigade (95th) nel febbraio 1862 in successione al Principe Consorte per espresso volere della Regina Vittoria, morì poi a Torquay il 17 aprile 1863. La sua salma venne sepolta nella chiesa di Newton Ferrers nel Devonshire.
In suo onore prese il nome di Port Colborne la parte a sud del Canale Welland, in Canada. Sempre dal suo governatorato traggono origine il villaggio di Colborne presso le coste a nord del Lago Ontario così come Colborne Street nella città di Brantford.